# Magnuszów (gromada)
Magnuszów – dawna gromada, czyli najmniejsza jednostka podziału terytorialnego Polskiej Rzeczypospolitej Ludowej w latach 1954–1972.
Gromady, z gromadzkimi radami narodowymi (GRN) jako organami władzy najniższego stopnia na wsi, funkcjonowały od reformy reorganizującej administrację wiejską przeprowadzonej jesienią 1954 do momentu ich zniesienia z dniem 1 stycznia 1973, tym samym wypierając organizację gminną w latach 1954–1972.
Gromadę Magnuszów siedzibą GRN w Magnuszowie (w obecnym brzmieniu Magnuszew) utworzono – jako jedną z 8759 gromad na obszarze Polski – w powiecie kozienickim w woj. kieleckim, na mocy uchwały nr 13e/54 WRN w Kielcach z dnia 29 września 1954. W skład jednostki weszły obszary dotychczasowych gromad Grzybów, Kurki, Magnuszów, Ostrów, Przewóz Stary, Przewóz Tarnowski i Wola Magnuszowska ze zniesionej gminy Trzebień oraz kol. Aleksandrów z dotychczasowej gromady Osiemborów ze zniesionej gminy Rozniszew w tymże powiecie. Dla gromady ustalono 21 członków gromadzkiej rady narodowej.
31 grudnia 1959 do gromady Magnuszów przyłączono obszar zniesionej gromady Trzebień w tymże powiecie.
31 grudnia 1961 do gromady Magnuszów przyłączono obszar zniesionej gromady Wilczkowice oraz wsie Przydworzyce i Kłoda oraz gajówki Przydworzyce i Zawada ze zniesionej gromady Ryczywół.
Gromada przetrwała do końca 1972 roku, czyli do kolejnej reformy gminnej. 1 stycznia 1973 utworzono gminę Magnuszew (pisownia przez "e") (właściwie reaktywowano, ponieważ jednostka o tej nazwie funkcjonowała także do 13 stycznia 1870).